# Slap Shot 2: Breaking the Ice
Slap Shot 2: Breaking the Ice (no Brasil: Vale Tudo 2 - Quebrando o Gelo) é um filme americano lançado em 2002 estrelado por Stephen Baldwin e Gary Busey, dirigido por Steve Boyum. Lançado direto em vídeo, é a continuação de Slap Shot, de 1977.

## Sinopse
Vinte e cinco anos após os acontecimentos do primeiro filme, a modesta equipe da liga de hóquei no gelo Charlestown Chiefs é ainda um fracasso em West Virginia. Um novo jogador/treinador, Sean Linden (Baldwin) chega para assumir a equipe, sendo que a violência tornou-se a marca dos Chiefs, com Linden não tentando controlar as brigas do trio de irmãos Hanson durante os jogos do time. Depois de apenas 10 vitórias em dois anos, a equipe é comprada por uma empresa de entretenimento familiar chamada América Melhor, gerida por um executivo nomeado Richmond Claremont (Busey). A equipe é deslocada para Nebraska e ganha um novo treinador, passando a ser treinados por uma mulher.
A equipe logo descobre que Richmond Claremont pretende utilizar o Chiefs numa nova liga, em que o esporte virou um show baseado no time de basquete Harlem Globetrotters, onde o combinado é de os Chiefs perderem todos os jogos para uma equipe chamada Omaha IceBreakers, em uma tentativa por parte de Claremont de fazer o jogo adequado para as famílias.
Gordie Miller (Paetkau) não gosta da ideia e acha que a possibilidade de sucesso e de estrelato é quase inexistente. Agora resta a Linden tentar dar ânimo aos jogadores do time e mostrar a eles que nem tudo está perdido.

## Elenco
- Stephen Baldwin — Sean Linden
- Jessica Steen — Jessie Dage
- Gary Busey — Richmond Claremont
- David Hemmings — Martin Fox
- David Paetkau — Gordie Miller
- Callum Keith Rennie — Palmberg
- Jonathan Scarfe — Skipper Day
- Jody Racicot — Gasmer
- Steve Carlson — Steve Hanson
- David Hanson — Jack Hanson
- Jeff Carlson — Jeff Hanson
- Andrew McIlroy — Dexter Howell
- David Lewis — Rick Cooper